# سكوت ديفيس
سكوت ديفيس (بالإنجليزية: Scott Davis)‏ هو لاعب كرة قدم أمريكية أمريكي، ولد في 8 يوليو 1965 في جوليت في الولايات المتحدة.

## وصلات خارجية
- سكوت ديفيس على موقع مرجع كرة القدم المحترفة.كوم (الإنجليزية)